# Aghdam (distrikt)
Aghdam (azeriska: Ağdam rayonu) är en administrativ enhet (rajon) i Azerbajdzjan i den omstridda regionen Karabach. Innan konflikten om Nagorno-Karabach på 1990-talet var distriktet befolkat av både azerbajdzjaner och armenier.
Under det första Nagorno-Karabach-kriget på 1990-talet ockuperades större delen av distriktet av armeniska styrkor, vilket ledde till att azerbajdzjanerna blev tvungna att fly sina hem. Staden Aghdam, som var huvudorten i distriktet, förstördes och förvandlades till en ruinstad.
Efter andra Nagorno-Karabach-kriget 2020 återlämnades staden Aghdam och det omkringliggande distriktet till azerbajdzjansk kontroll den 20 november 2020.